# 全音
全音是音乐中的一个單位。
在平均律中，完全八度的频率比为2:1。將完全八度按照比例平均分成12份，为：2^0,2^(1/12),2^(2/12),…,2，定出十二個音，相邻的两个音之间的單位成為半音，两个半音构成一个全音。
例如 D比C高一个全音，等。全音之間的距離為大二度。

## 现代钢琴键盘上的全音和半音
在鍵盤上，相邻的两个琴键（不論白键或黑键）构成半音，相隔一个琴键的两键构成全音。

## 在非平均律中

### 大全音、小全音
大全音就是五度相生律中的全音，频率比是9:8，音分值为204音分。
小全音通常指纯律中的小全音，频率比是10:9，音分值为182音分；也有指无射正律与黄钟之间的音程，长度比是65536:59049，音分值为180音分；两个小全音的音差是频率比为32805:32768的小微音差，这个音差也是相距八个纯五度（或增五度）又一个纯律大三度的两音之间的音差。回顾三分损益律的夷则正律到黄钟半律之间的音程（384音分），与纯律大三度（386音分）相比，其差异就是如此，故在古代音乐家的听觉中，这两律是协和的，这种转化也给中国古代钟律带来纯律因素。